# マリオ・セルジオ・サントス・コスタ
マリーニョ（Marinho）こと、マリオ・セルジオ・サントス・コスタ（Mário Sérgio Santos Costa、1990年5月29日 - ）は、ブラジル・アラゴアス州ペネド市出身のサッカー選手。カンピオナート・ブラジレイロ・CRフラメンゴ所属。ポジションはミッドフィールダー、フォワード。

## 経歴
ユース時代を過ごしたフルミネンセFCでプロデビュー。2009年にSCインテルナシオナルに移籍し、その後複数クラブへの期限付き移籍などを経て2015年にクルゼイロECに移籍した。
2016年シーズンよりECヴィトーリアに期限付き移籍。バイーア州選手権2016では、10試合に出場して3得点を記録するなどチームの優勝に貢献した。これらの功績が評価され、2016年6月に完全移籍した（ヴィトーリアが50%の保有権を持つ）。
2017年より、中国サッカー・スーパーリーグの長春亜泰足球倶楽部に加入することが発表された。

## タイトル

### クラブ
SCインテルナシオナル
- リオグランデ・ド・スル州選手権：1回（2009）

ゴイアスEC
- ゴイアス州選手権：1回（2012）
- セリエB：1回（2012）

セアラーSC
- カンピオナート・ド・ノルデステ（英語版）：1回（2015）

ECヴィトーリア
- バイーア州選手権：1回（2016）